# Tahuata (Polynésie française)
Tahuata (« l'aurore » en marquisien) est une commune de la Polynésie française dans l'archipel des Marquises.
Principaux services publics : mairie ; bureau de poste ; infirmerie ; écoles maternelle et primaire. La commune ne dispose cependant ni de banques, ni de distributeur automatique de billets.

## Géographie

### Situation
L'île haute est située au sud de Hiva Oa, elle en est séparée par le canal du Bordelais, un bras de mer de 3 km de largeur. En raison des nombreuses formations coralliennes, elle possède, contrairement aux autres îles de l'archipel, des plages de sable blanc. La commune de Tahuata est composée de l'île de Tahuata.

### Voies de communication et transports
Il n'existe pas d'aéroport : les seules liaisons sont maritimes, en provenance de Hiva Oa :
- Desserte aérienne : néant
- Desserte maritime : Aranui II - CPTM ; Taporo IV.

## Histoire
Découverte en 1595 par l'Espagnol Álvaro de Mendaña qui débarqua à Vaitahu, devenu depuis le bourg principal de l'île, mais qui provoqua la mort de 200 villageois.

## Démographie
L'évolution du nombre d'habitants est connue à travers les recensements de la population effectués dans la commune depuis 1971. À partir de 2006, les populations légales des communes sont publiées annuellement par l'Insee, mais la loi relative à la démocratie de proximité du 27 février 2002 a, dans ses articles consacrés au recensement de la population, instauré des recensements de la population tous les cinq ans en Nouvelle-Calédonie, en Polynésie française, à Mayotte et dans les îles Wallis-et-Futuna, ce qui n’était pas le cas auparavant. Pour la commune, le premier recensement exhaustif entrant dans le cadre du nouveau dispositif a été réalisé en 2002, les précédents recensements ont eu lieu en 1996, 1988, 1983, 1977 et 1971.
En 2017, la commune comptait 653 habitants, en diminution de 7,11 % par rapport à 2012
| 1971 | 1977 | 1983 | 1988 | 1996 | 2002 | 2007 | 2012 | 2017 |
| ---- | ---- | ---- | ---- | ---- | ---- | ---- | ---- | ---- |
| 610  | 477  | 555  | 633  | 637  | 671  | 671  | 703  | 653  |

| 2022 | - | - | - | - | - | - | - | - |
| ---- | - | - | - | - | - | - | - | - |
| 595  | - | - | - | - | - | - | - | - |

## Administration
| Période                                  | Période  | Identité              | Étiquette | Qualité                        |
| ---------------------------------------- | -------- | --------------------- | --------- | ------------------------------ |
| Les données manquantes sont à compléter. |          |                       |           |                                |
| 1977                                     | 2001     | Tetahi Tetahiotupa    |           |                                |
|                                          | En cours | Teaiki Félix Barsinas | Tahoeraa  | Réélu pour le mandat 2020-2026 |

## Lieux et monuments
- Église du Saint-Cœur-de-Marie de Hapatoni.
- Église de la Sainte-Mère-de-Dieu de Vaitahu.
- Église Notre-Dame-des-Sept-Douleurs de Motopu.

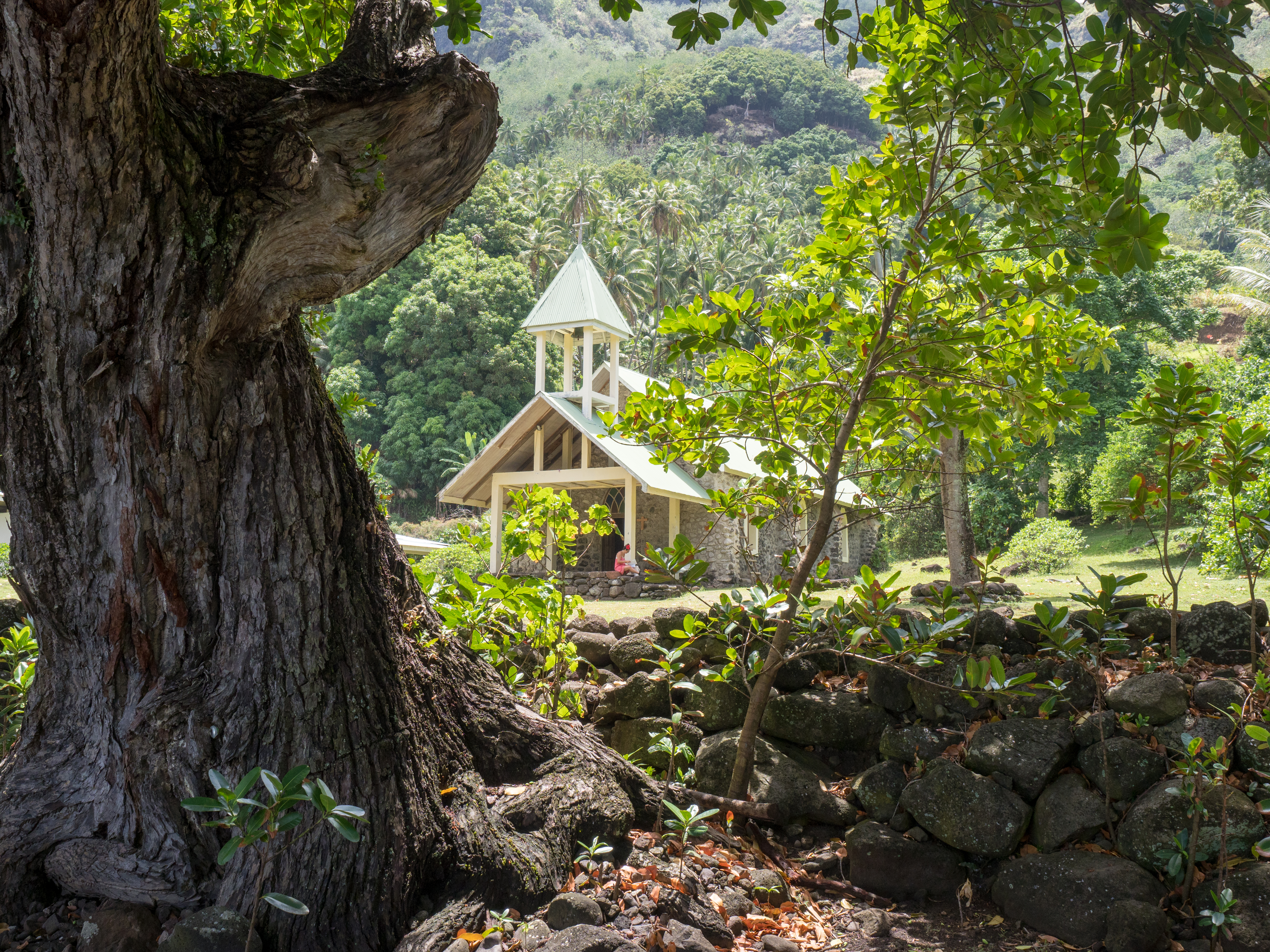
Église du Saint-Cœur-de-Marie de Hapatoni
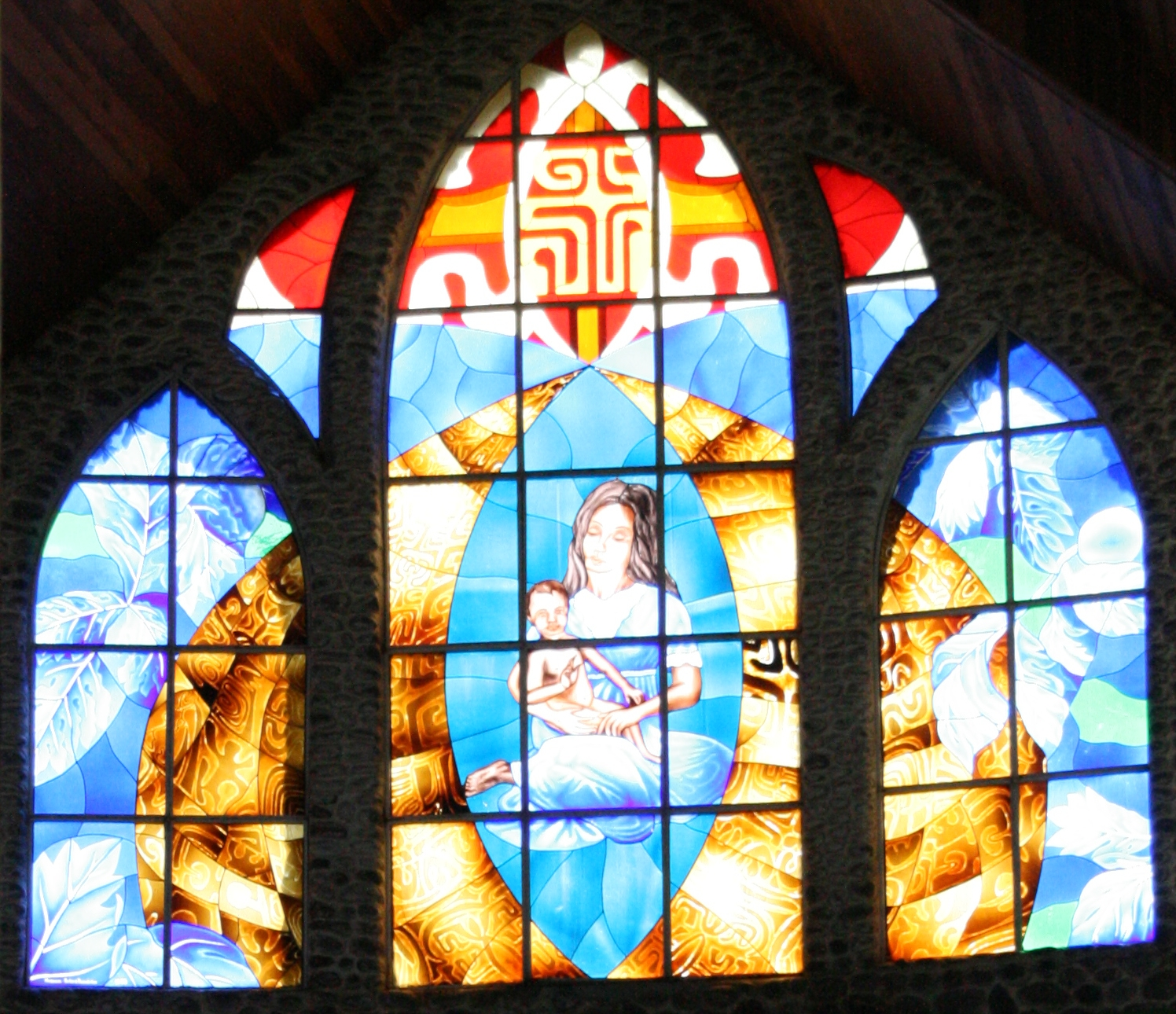
Église de la Sainte-Mère-de-Dieu de Vaitahu. Vitrail représentant la Vierge à l'Enfant